# Munford, Tennessee
Munford är en ort i Tipton County i Tennessee. Orten fick sitt namn efter R.H. Munford som hade varit borgmästare i Covington. Munford hade 5 927 invånare enligt 2010 års folkräkning.